# 유기 브로민 화합물
유기 브로민 화합물(Organobromine compound)은 탄소가 브로민에 결합된 유기 화합물이다. 가장 많은 화합물은 자연적으로 생성된 브로모메테인(bromomethane)이다. 가장 흔한 이용은 폴리브로미네이티드 다이페틸 이써(polybrominated diphenyl ether)를 소화제로 쓰는 것이다. 다양한 유기 브롬 화합물이 자연에서 발견되지만 포유류에 의해 생합성되는 것은 없다. 유기 브로민 화합물들은 그들의 환경에 대한 영향에 대해 면밀한 조사의 대상이 되고있다.

## 반응
이웃자리(vicinal) dibromoalkane의 E2 제거 반응

## 같이 보기
- 할로알케인